# Fortunato Marazzi
Fortunato Marazzi (Crema, 19 luglio 1851 – Crema, 7 gennaio 1921) è stato un generale, politico e scrittore italiano,  nonché ufficiale della Legione straniera francese.

## Biografia
Il conte Fortunato Marazzi nacque nel 1851 a Crema in una famiglia aristocratica, nobile di Crema dal sec. XIV. Era figlio del conte Paolo (1816 - 1882)  e della contessa Maria Laura Vimercati Sanseverino, contessa di Palazzo Pignano (1826 - 1909), fratello minore di Antonio, diplomatico, antropologo e scrittore, e zio della pittrice Camilla Marazzi.  Avviato alla carriera militare nella Marina sabauda, nel 1867 fu promosso al grado di guardiamarina.
Nel 1870 disertò in Sardegna dalla Marina per seguire Garibaldi, impegnato nella campagna dei Vosgi contro i prussiani, ma dietro consiglio del padre e aiutato anche dai buoni uffici di un amico di famiglia presso il comando militare francese a Parigi, nonché dal cugino conte Ottaviano Vimercati, il "Primo Lombardo", addetto Militare a Parigi, si arruolò nella Legione straniera francese, combattendo nella guerra franco-prussiana dal 1870-1871. Il 3 febbraio 1872 fu promosso tenente, grado che mantenne anche al rientro in patria al momento dell'arruolamento nell'esercito italiano.
Mentre era di stanza a Venaria Reale, sposò il 20 aprile 1879  in Genova  la nobildonna Giuseppina Vitale, originaria di Alessandria,  cugina di Luigi Pelloux (furono testimoni alle nozze il marchese Alessandro Carrega ed il marchese Gerolamo Gavotti, patrizi genovesi), dalla quale ebbe cinque figli: il conte Mario nel 1880 (sposato con la nobile Anna Giuditta Sioli Legnani), la nobile Ortensia nel 1882 (sposata con Pasqualino Gabrielli, patrizio di Tropea), la nobile Anna nel 1883 (sposata con il barone Mario Mazziotti di Celso),  il conte Paolo nel 1889 e il conte Ottaviano nel 1895 (caduto in guerra da giovane Ufficiale del R.Esercito).
Poeta, scrittore, fu eletto nel 1890 al parlamento italiano nel collegio elettorale di Crema. Da deputato (1890  - 1919)  si occupò di politica estera, coloniale e militare. Fu sottosegretario al Ministero della Guerra nel primo governo Sidney Sonnino (1906).
Nel 1915, allo scoppio della prima guerra mondiale, fu un acceso interventista e durante il conflitto ebbe il comando, come tenente generale, della 29ª e poi della 12ª divisione, combattendo sul Carso ed entrando fra i primi nella città liberata di Gorizia. Per il valore dimostrato fu insignito dell'Onorificenza dell'Ordine Militare di Savoia dal re Vittorio Emanuele III.
Fu consigliere comunale di Crema dal 1910 al 1920. Morì nel 1921, pochi mesi dopo essere stato nominato senatore del Regno.

## Onorificenze

### Scritti
- Il Conte Ottaviano Vimercati, Dal Serio, 28 luglio 1888.
- Il 1859 : conferenza del generale on. conte F. Marazzi direttore del Circolo Militare di Roma tenuta il 25 giugno 1909. - Roma : Tip. D. Squarci , 1909 [CUB0398047 - Testo a stampa]
- Agli elettori del collegio politico di Crema / Fortunato Marazzi. - Crema : C. Cazzamalli , 1913 [IEI0241791 - Testo a stampa]
- Il dopo guerra militare / Fortunato Marazzi. - Firenze : Rassegna nazionale , 1918 [LO10603299 - Testo a stampa]
- L'Esercito nell'ora presente / Fortunato Marazzi. - Roma : Nuova antologia , 1914 [LO10441955 - Testo a stampa]
- La guerra terrestre dal gennaio 1915 all'armistizio / gen. Fortunato Marazzi. - Milano : F. Vallardi , 1932 [RAV0205463 - Testo a stampa]
- La guerra terrestre dall'agosto al dicembre 1914 / gen. Fortunato Marazzi ; introduzione: sen. Alessandro Chiappelli. - Milano : F. Vallardi , 1932 [RAV0205457 - Testo a stampa]
- La maggior guerra italiana : conferenza tenuta nel teatro Carlo Felice di Genova la sera del 24 febbraio 1917 a vantaggio del Pro Patria / Fortunato Marazzi. - [S.l.] : Pro Patria , [1917?] [IEI0212453 - Testo a stampa]
- Nazione armata / Fortunato Marazzi. - Roma : Libreria di scienze e lettere , [1920?] [NAP0217497 - Testo a stampa]
- Splendori ed ombre della nostra guerra / Fortunato Marazzi. - Milano : Casa editrice Risorgimento R. Caddeo & C. , 1920 [RAV0244669 - Testo a stampa]
- Sulla insurrezione parigina dell'anno 1871 / ricordi di Fortunato Marazzi. - Milano : Stabilimento tipografico della Ditta Giacomo Agnelli nell'orfanotrofio maschile , 1873 [RAV0213339 - Testo a stampa]